# زمین‌لرزه ۲۰۰۷ گیسبورن
زمین‌لرزه گیسبورن  در تاریخ ۲۰ دسامبر ۲۰۰۷ میلادی، برابر با ‎۲۹ آذر ۱۳۸۶، ساعت ۷:۵۵:۱۵ به زمان یوتی‌سی در نیوزلند ، منطقه گیسبورن رخ داد. ژرفای این زلزله ۲۰ کیلومتر بود، و بزرگی آن ۶٫۶ در مقیاس Mw اعلام شده‌است. زمین‌لرزه به وقت محلی در روز پنج‌شنبه، ساعت ۱۹ روی داده و منطقه زمانی آن یوتی‌سی +۱۲ بوده‌است (با لحاظ تغییر ساعت تابستانی).
سازمان زمین‌شناسی آمریکا نیز رومرکز این زمین‌لرزه را در مختصات ۳۹°۰۰′۴۰″جنوبی ۱۷۸°۱۷′۲۸″شرقی / ۳۹٫۰۱۱°جنوبی ۱۷۸٫۲۹۱°شرقی و ژرفای آنرا در ۲۰ کیلومتر گزارش کرده‌است. بزرگی برگزیدهٔ این سازمان از میان بزرگیهای محاسبه‌شدهٔ مختلف ۶٫۶ در مقیاس Mw بوده و از دید اثر، در میان چهار دسته‌بندی «نامحسوس»، «محسوس»، «زیان‌آور» یا «با تلفات»، زلزله را «با تلفات» اعلام کرده‌است.۳ ساختمان در زمین‌لرزه خراب شده و چندین ساختمان آسیب دیده‌است.
پروژهٔ «تنسور گشتاور مرکزوار» زاویه‌های (راستا، شیب، ریک) گسل سازندهٔ زمین‌لرزه و صفحه عمود بر آنرا (°۷۲، °۴۶، °۶۳-) یا (°۲۱۷، °۵۰، °۱۱۵-) و نوع گسل را «عادی» فرارسانده‌است.
زمین‌لرزه هیچ کشته‌ای نداشته است.